# Traitteur (Adelsgeschlecht)

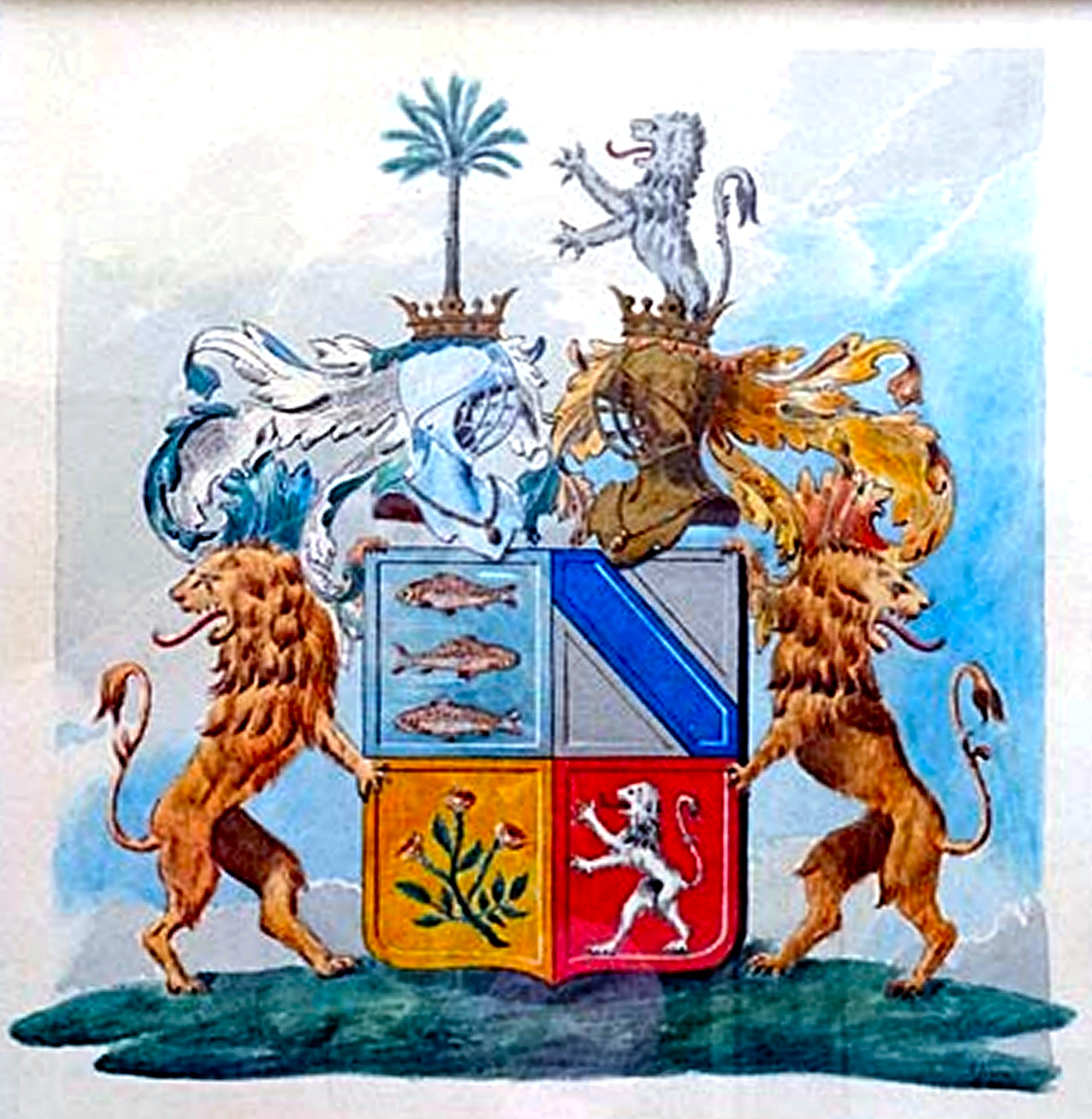
Geviertes Wappen der Ritter von Traitteur; entspricht dem gräflichen von 1824

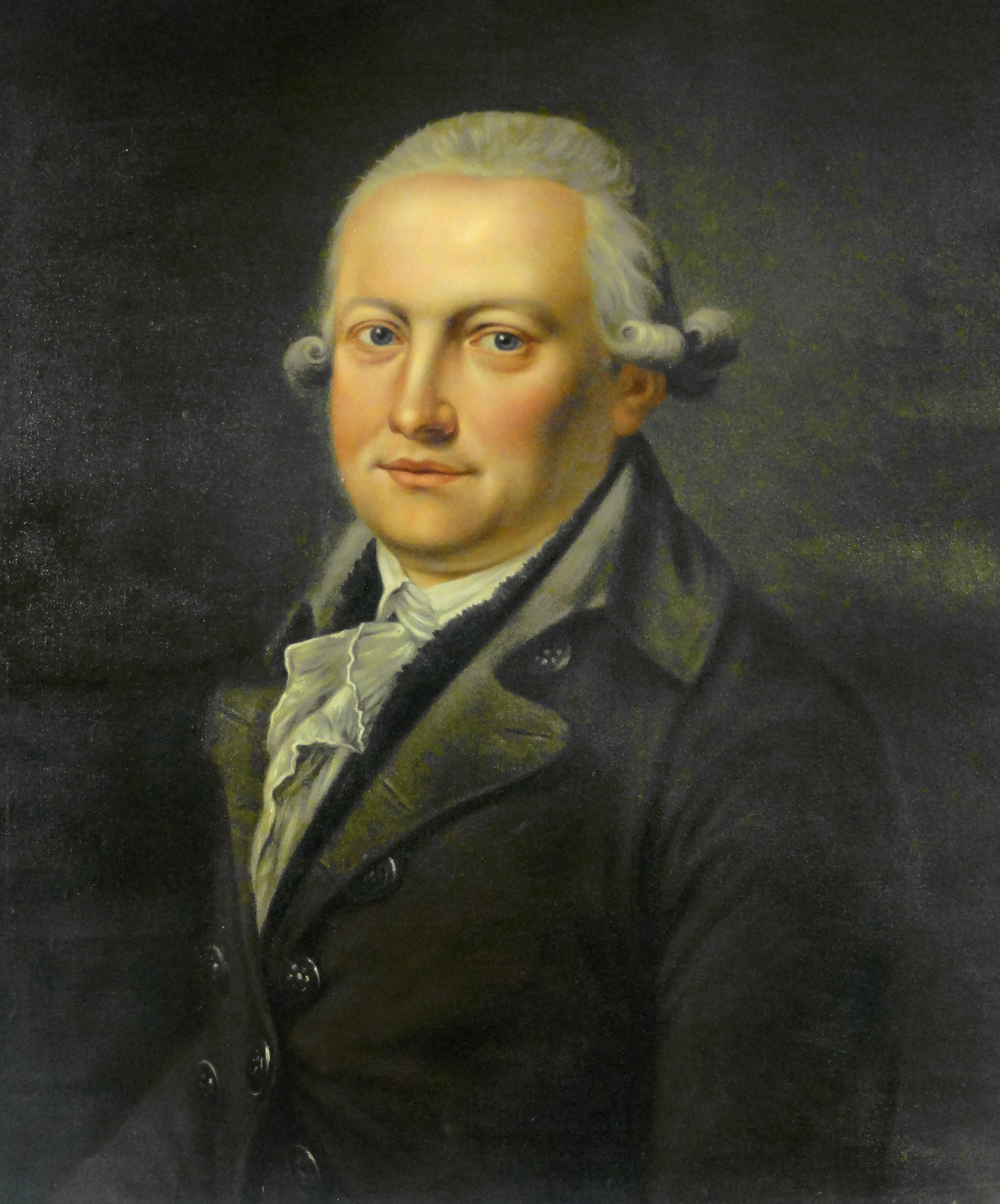
Karl Theodor von Traitteur

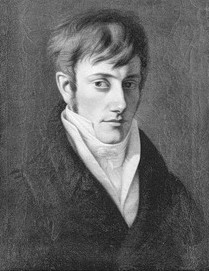
Wilhelm von Traitteur

Traitteur ist der Name eines ursprünglich niederländischen, später lothringischen und pfälzischen Adelsgeschlechts, das in den Reichsritter- und Grafenstand erhoben wurde. Während Zweige der ritterlichen Linie bis heute blühen, galt die gräfliche Linie schon 1906 als im Mannesstamm erloschen.

## Geschichte
Das bereits vor der Reformation in den Niederlanden blühende Geschlecht soll aus dem Lütticher Land stammen. Zweige ließen sich später in Lothringen und Jülicher Land nachweisen. Der Name wurde früher auch „Traiteur“ geschrieben und entstand offenbar aus der französischen Bezeichnung Traiteur für einen Speisezubereiter. Um 1660 besaß Michael von Traitteur, Vorfahre des deutschen Zweiges, Güter in den Niederlanden sowie den Brauneberg an der Mosel. Seine Urenkel, Johann Andreas, Karl Theodor, Jacob Georg, Conrad Joseph von Traitteur, wurden am 14. September 1790 in München von Kurfürst Karl Theodor von Pfalz-Bayern in den erblichen Reichsritterstand erhoben. Darauf erlangte 1824 Johann Andreas von Traitteur, Eigentümer der Salinen in Bruchsal und Moosbach, sowie Grundherr von Heilsberg, den päpstlichen Titel conte romano in Primogenitur. 1825 erhielt die Witwe des Conte und ihre drei Töchter, sowie der einzige Sohn, der 1799 geborene Ferdinand Graf von Traitteur-Brauneberg († 17. November 1871), päpstlicher Geheimer Kammerherr sowie königlich bayerischer Kämmerer, den Grafenstand im Großherzogtum Baden als „von Traitteur-Brauneberg“ bestätigt. Die gräfliche Linie wurde 1906 als im Mannesstamm erloschen bezeichnet, nachdem zu dem Zeitpunkt auch die beiden 1871 noch lebenden Schwestern des 1871 verstorbenen Grafen Ferdinand tot waren. Die schon vor 1871 verstorbene, 1810 geborene und jüngste Schwester war Marie Gräfin von Traitteur-Brauneberg, die 1864 noch lebte und mit dem großherzoglich badischen Generalmajor Philipp von Faber, Kommandanten der badischen Artillerie, verheiratet war. Die zuletzt einzig noch lebende Schwester des Grafen Ferdinand, Antonie geb. Gräfin von Traitteur-Brauneberg, 1823 vermählte, 1826 geschiedene (nach katholischem Ritus 1856 von dem Grundherrn zu Sulzfeld verwitwete) Freifrau Göler von Ravensburg, war im Jahr 1800 geboren und schien 1901 noch zu leben. Sie wurde auf dem Friedhof in Mannheim beigesetzt, für welche Stadt ihr Vater den Plan ausgearbeitet hatte, eine Quellwasserleitung von Rohrbach bei Heidelberg zu leiten. Karl Theodors Sohn, der zeitweise in Sankt Petersburg tätige Brückenbaumeister Wilhelm von Traitteur, avancierte zum russischen Generalmajor. Er war ein Cousin des 1871 verstorbenen Grafen Ferdinand, gehörte aber einer der Linien im Ritterstand an.

## Wappen
- Das Stammwappen zeigt in Grün drei silberne Fische mit roten Flossen übereinander, der mittlere links, die andern beiden rechts gekehrt. Auf dem Helm mit grün-silbernen Helmdecken ein grüner Palmbaum.
- Das gemehrte gräfliche Wappen von 1824 ist geviert, Feld 1 das Stammwappen, 2 in Silber ein schrägrechter blauer Balken, 3 in Gold ein grüner Rosenzweig mit drei roten Blüten, an jedem Stängel unter den Rosen drei grüne Blätter, 4 einwärts in Rot ein silberner Löwe. Zwei gekrönte Helme, rechts der des Stammwappens, links ein wachsender silberner Löwe. Decken rechts grün-silbern, links rot-golden. Schildhalter: zwei widersehende goldene Löwen.[12]
- Das bayerische Wappen von 1840 (Ritterklasse) entspricht dem gräflichen von 1824

Wappenbilder in Siebmachers Wappenbüchern

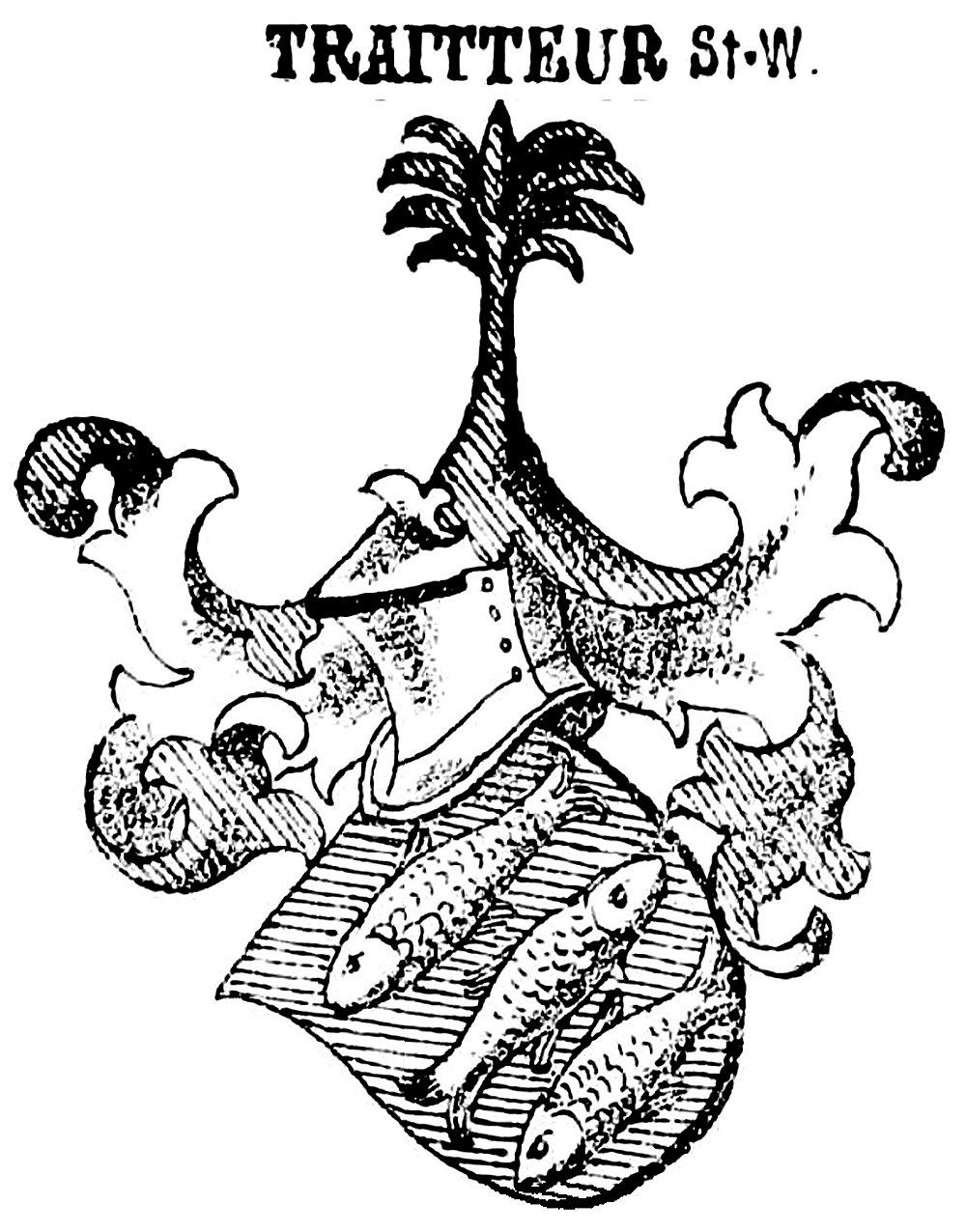
Stammwappen
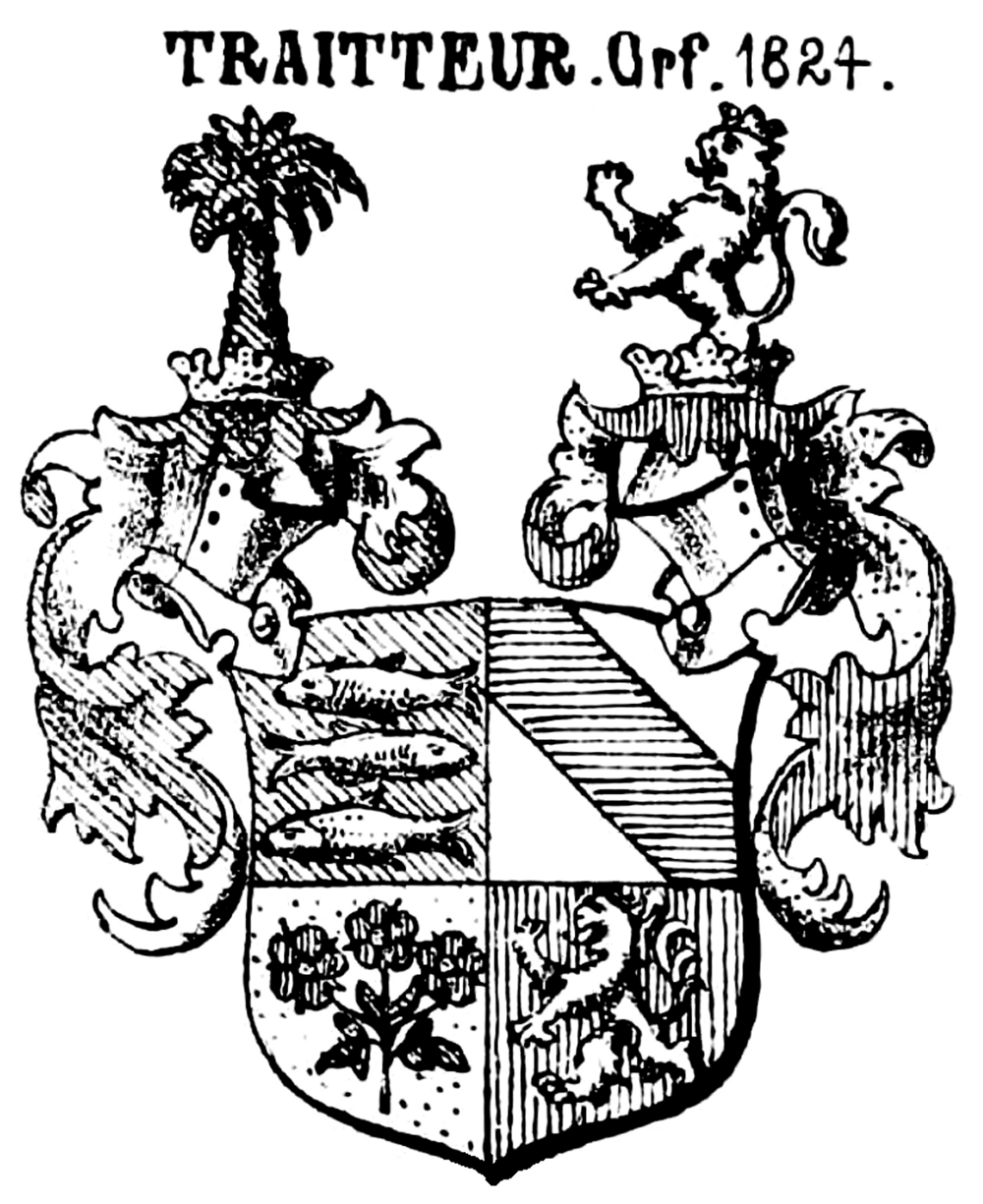
Grafenwappen (1824)
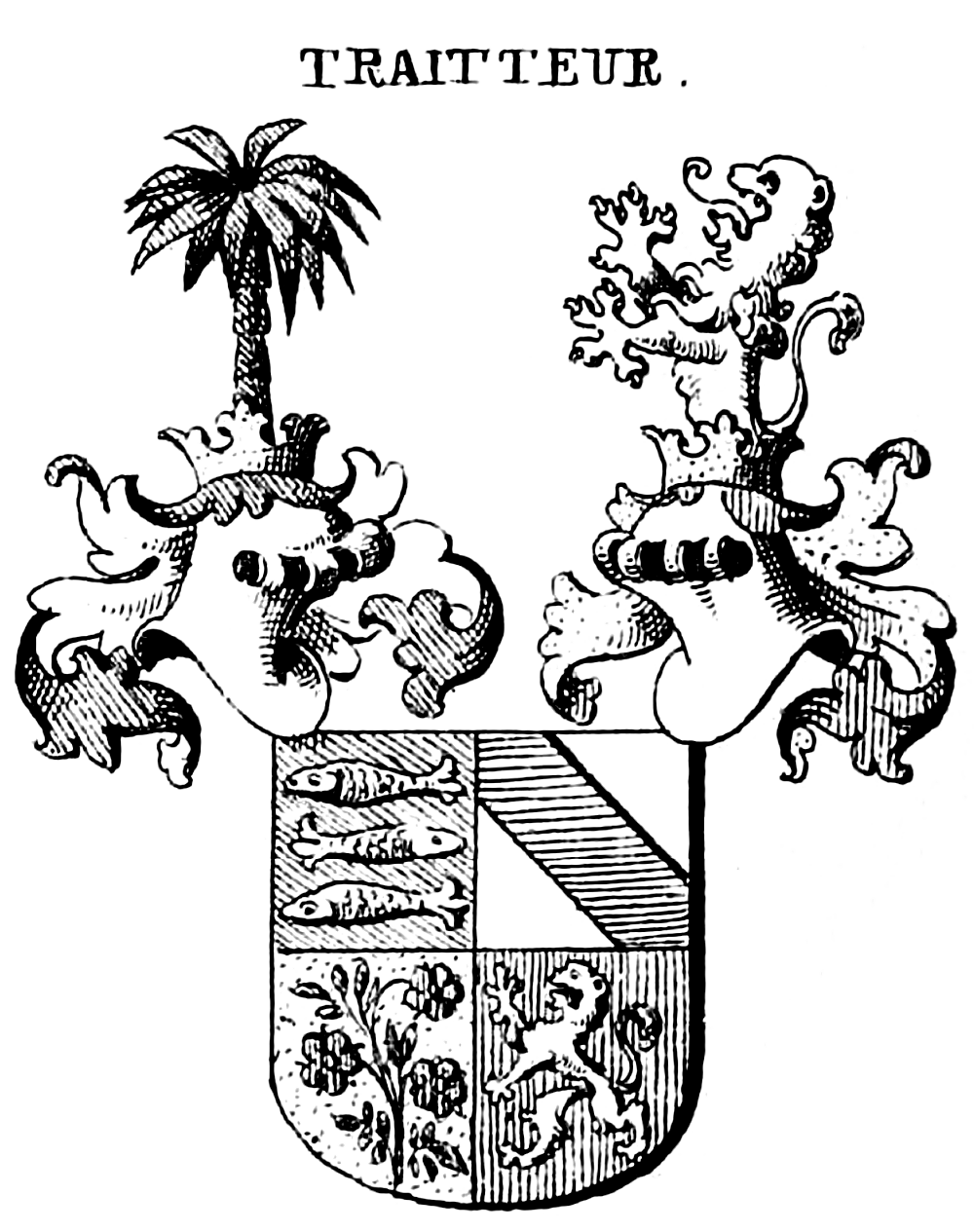
Wappen von 1840

## Persönlichkeiten
- Irmgard Edle von Traitteur (* 1926), deutsche Politikerin
- Johann Andreas von Traitteur (1752–1825), deutscher Ingenieur
- Karlheinz Ritter von Traitteur (1925–2000), deutscher Kommunalpolitiker
- Karl Theodor von Traitteur (1756–1830), Hofbibliothekar in Mannheim
- Wilhelm von Traitteur (1788–1859), Brückenbaumeister in Sankt Petersburg